# Godefridus van Dijk
Godefridus van Dijk (Eindhoven, 4 mei 1746 - Eindhoven, 23 januari 1805) is een voormalig burgemeester van de Nederlandse stad Eindhoven.
Van Dijk werd geboren als zoon van Burgemeester Johan van Dijk en Henrica Dielen.
In 1779 en 1780 was hij burgemeester van Eindhoven, in 1795 schepen van Eindhoven en gecommitteerde voor het volk van Bataafs Brabant. In het dagelijks leven was Van Dijk koopman en fabrikant, hij ging echter in 1801 failliet.
Hij trouwde te Eindhoven op 15 juni 1777 met Cornelia Johanna van Heck, dochter van burgemeester Arnoldus van Heck en Anna Mechtilda van Baar, gedoopt op 14 oktober 1754 te Eindhoven, overleden in Eindhoven op 13 juli 1793.